# Stará radnice (Ostrava)
Stará radnice na Masarykově náměstí v Ostravě plnila funkci radniční budovy do roku 1930, kdy tuto funkci převzala Nová radnice. Od roku 1958 je objekt Staré radnice společně se zadní nárožní budovou (na Pivovarské ulici) a spojovacím traktem památkově chráněn.

## Historie
Ačkoliv první zmínka o radnici pochází z roku 1539, přesný rok výstavby není možné doložit. Z archeologických průzkumů se však ví, že tehdy byla radnice bez věže a na jejím místě původně stávaly dva šenkovní domy. V roce 1556 radnici zasáhl požár, při kterém byly zničeny městské písemnosti. V roce 1689 byl kolem věže vybudován dřevěný ochoz a pozlacená kopule byla vyzdobena znakem města. V letech 1737–1780 byla radniční věž přestavěna na kvadratickou. Na vrchol byly umístěny hodiny. Do stavby se promítly prvky baroka. V roce 1829 věž zasáhl blesk a pro celkovou zchátralost měla být stržena. Nestalo se tak a věž byla důkladně opravena. Další přestavba, tentokrát v empírovém slohu, probíhala v letech 1831–1837. V roce 1859 bylo zprovozněno druhé patro. Poslední významná přestavba probíhala od roku 1874 do roku 1875, kdy byly vnější fasády upraveny novorenesančně. V roce 1885 byla přistavěna ještě jedna budova. Od roku 1931 slouží budova jako sídlo Ostravského muzea.

## Archeologický průzkum
Při rekonstrukci objektu v letech 2004–2006 byl proveden záchranný archeologický výzkum, při kterém byly objeveny pozůstatky kamenných zdí domů patrně ze 14. století. Tyto zdi si mohou návštěvníci muzea prohlédnout přes skleněnou podlahu v přízemí. Dále bylo nalezeno velké množství keramiky, úlomky skleněných číší a také pražský groš z období vlády Jana Lucemburského.

## Zajímavost
Na pilíři budovy přibližně ve výšce 1,7 m je umístěna povodňová značka připomínající povodeň z roku 1880. Existují však pochybnosti, zda do této výšky voda na náměstí vystoupala.

## Galerie

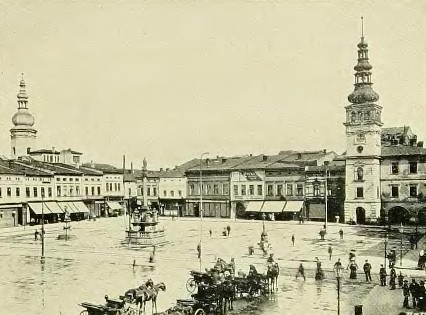
Pohled na radnici přes Masarykovo náměstí (tehdy Hlavní) v roce 1911
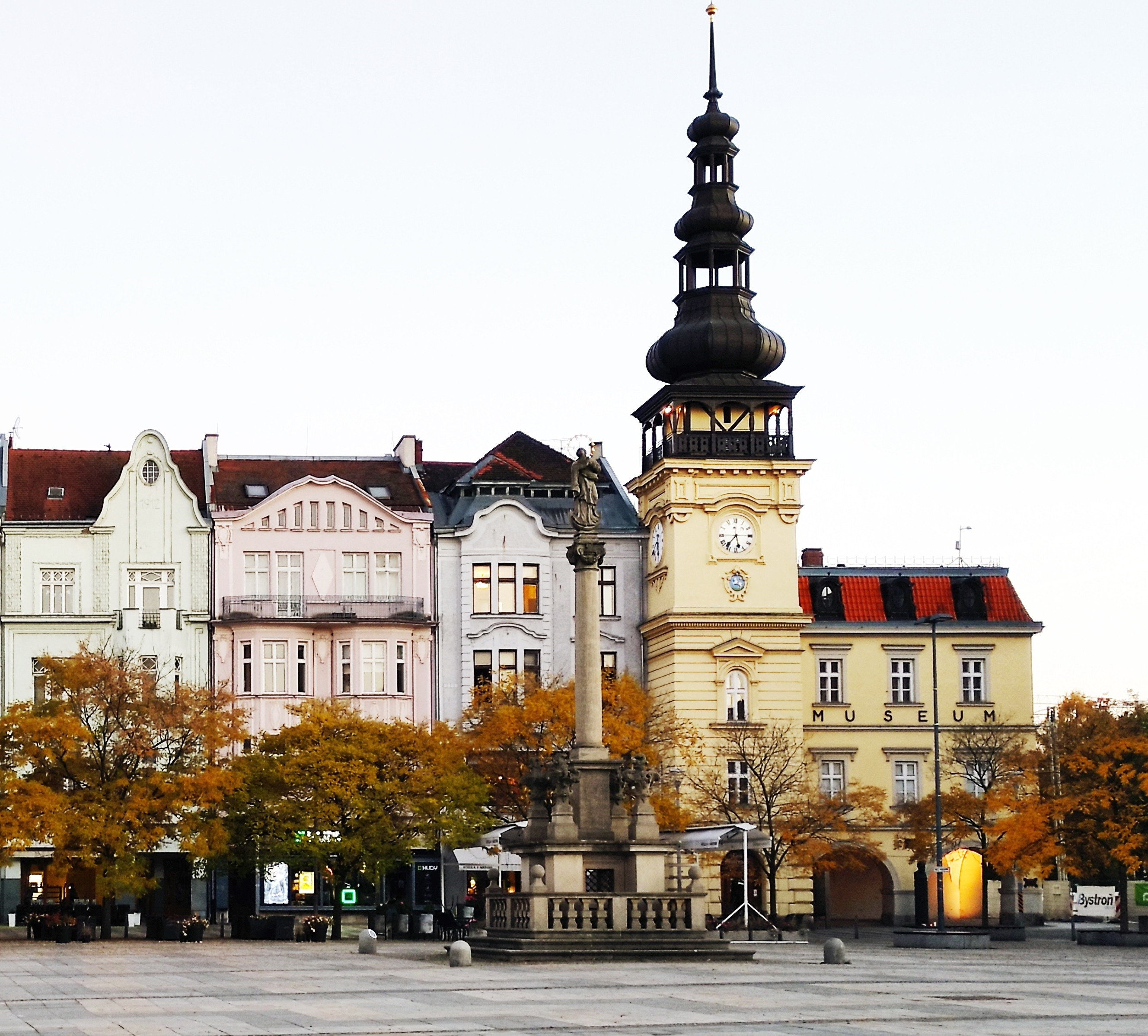
Stará radnice na konci řady domů (2021)
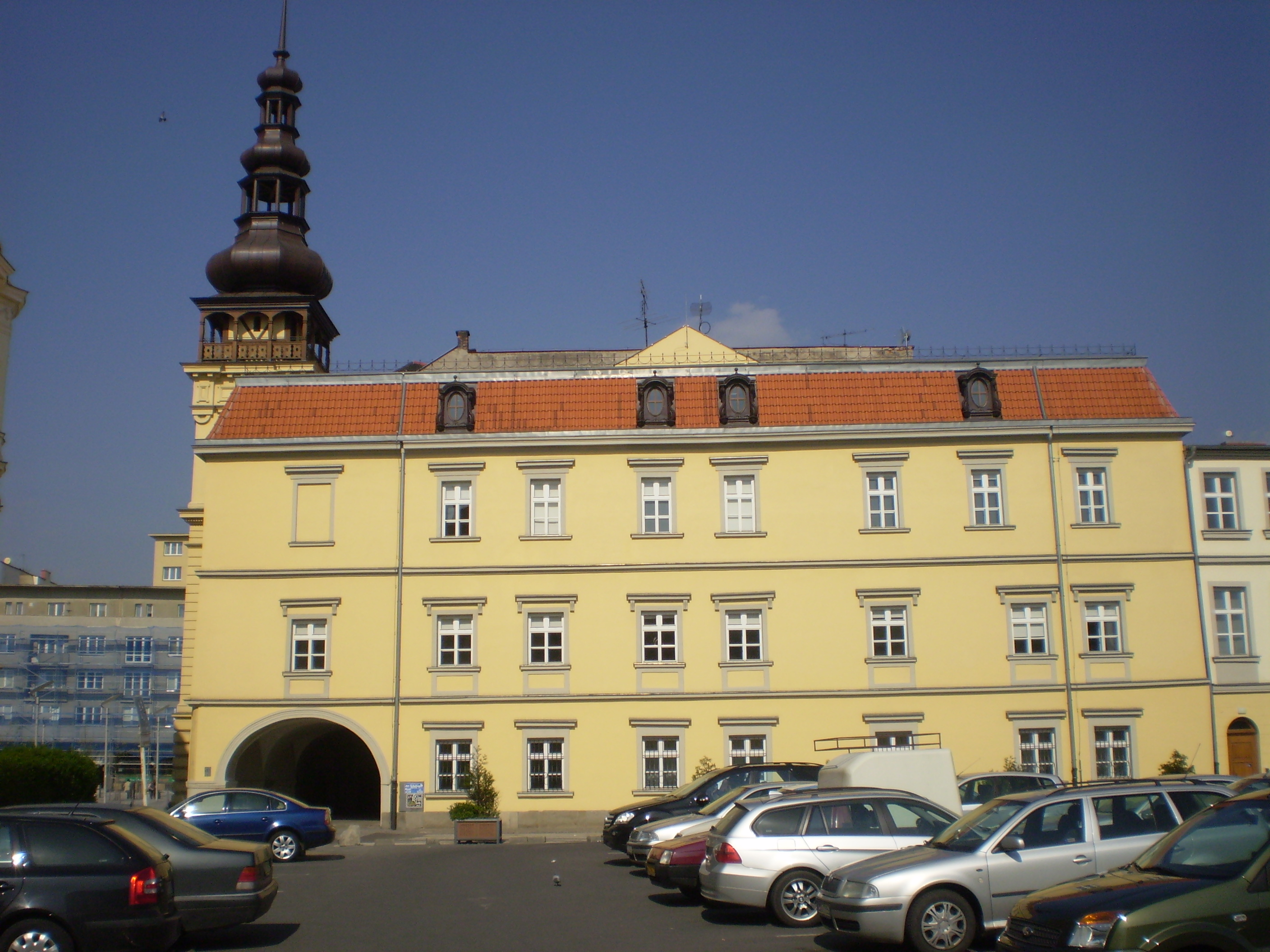
Boční pohled – spojovací trakt
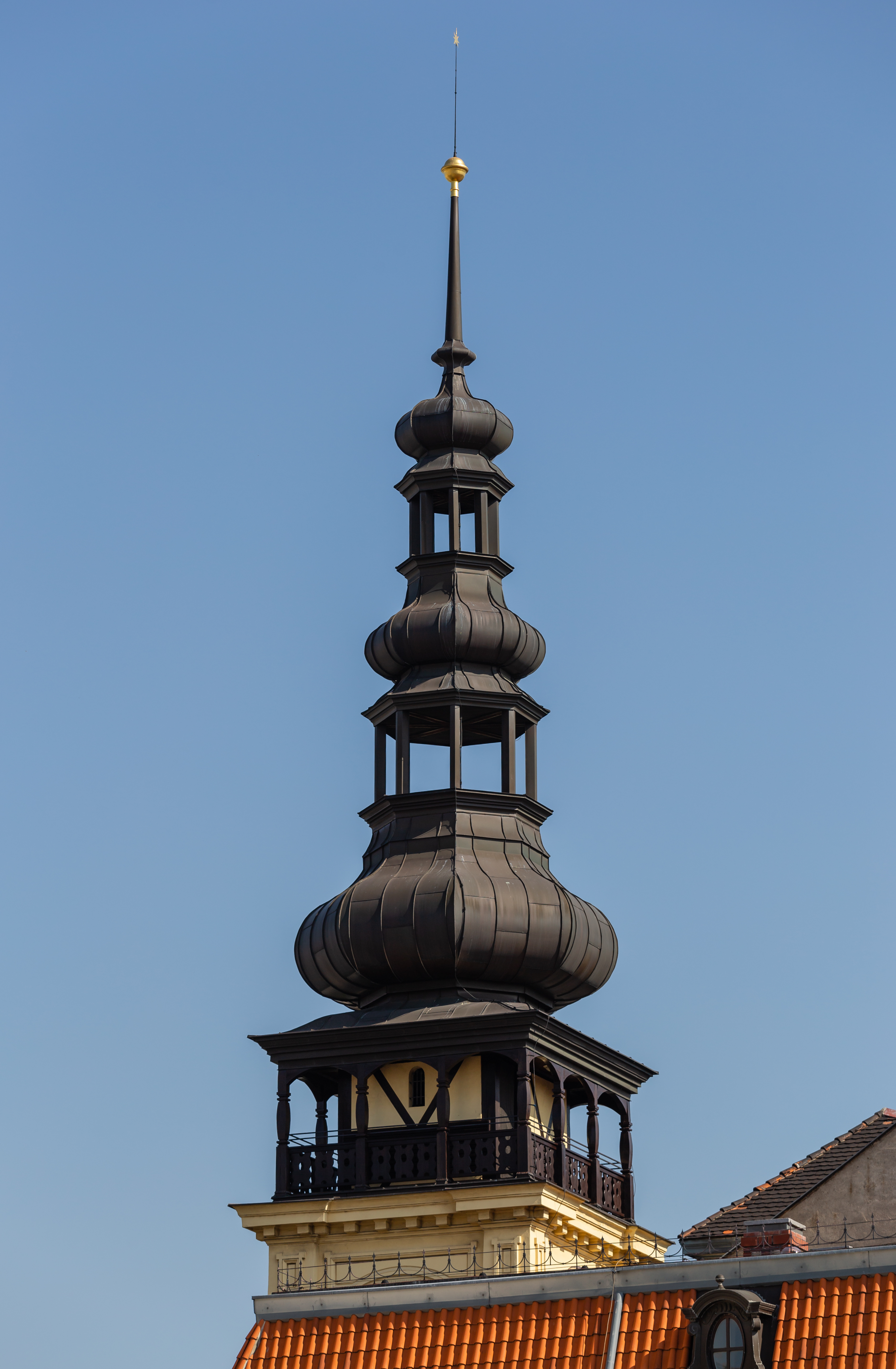
Detail vrcholu radniční věže